# Tadeusz Zakrzewski (zm. 1784)
Tadeusz Zakrzewski herbu Wyssogota (zm. 25 czerwca 1784 roku) – kasztelan krzywiński w latach 1780–1784, sędzia ziemski poznański w latach 1768–1780, podsędek kaliski w latach 1740–1768.
Poseł na Sejm 1776 roku z powiatu kościańskiego.